# Comuna de Jerzmanowa
Jerzmanowa (polaco: Gmina Jerzmanowa) é uma gminy (comuna) na Polónia, na voivodia de Baixa Silésia e no condado de Głogowski. A sede do condado é a cidade de Jerzmanowa.
De acordo com os censos de 2004, a comuna tem 3061 habitantes, com uma densidade 48,3 hab/km².

## Área
Estende-se por uma área de 63,44 km², incluindo:
- área agricola: 62%
- área florestal: 26%

## Demografia
Dados de 30 de Junho 2004:
|                      | Total   | Total | Mulheres | Mulheres | Homens  | Homens |
| -------------------- | ------- | ----- | -------- | -------- | ------- | ------ |
|                      | pessoas | %     | pessoas  | %        | pessoas | %      |
| População            | 3061    | 100   | 1595     | 52,1     | 1466    | 47,9   |
| Densidade (pop./km²) | 48,3    | 100   | 25,1     | 25,1     | 23,1    | 23,1   |

De acordo com dados de 2002, o rendimento médio per capita ascendia a 3418,35 zł.

## Subdivisões
- Bądzów, Gaiki, Jaczów, Jerzmanowa, Kurów Mały, Kurowice, Łagoszów Mały, Maniów, Modła, Potoczek, Smardzów.

Wieś niesołecka: Zofiówka

## Comunas vizinhas
- Głogów, Grębocice, Polkowice, Radwanice, Żukowice